# Municipio de Crooked Creek (Dakota del Sur)
El municipio de Crooked Creek (en inglés: Crooked Creek Township) es un municipio ubicado en el condado de Pennington en el estado estadounidense de Dakota del Sur. En el año 2010 tenía una población de 29 habitantes y una densidad poblacional de 0,16 personas por km².

## Geografía
El municipio de Crooked Creek se encuentra ubicado en las coordenadas 43°57′23″N 102°23′10″O / 43.95639, -102.38611. Según la Oficina del Censo de los Estados Unidos, el municipio tiene una superficie total de 184.88 km², de la cual 184,21 km² corresponden a tierra firme y (0,36 %) 0,67 km² es agua.

## Demografía
Según el censo de 2010, había 29 personas residiendo en el municipio de Crooked Creek. La densidad de población era de 0,16 hab./km². De los 29 habitantes, el municipio de Crooked Creek estaba compuesto por el 93,1 % blancos, el 6,9 % eran amerindios. Del total de la población el 0 % eran hispanos o latinos de cualquier raza.